# Tungusische Völker
Der Begriff Tungusische Völker ist eine zusammenfassende Bezeichnung für Völker, Ethnien und Bevölkerungsgruppen, bei denen oder deren Vorfahren tungusische Sprachen in Gebrauch waren beziehungsweise sind. Während einige Ethnien bis heute noch diese Sprachen sprechen, verwenden deutlich mehr als 90 % der Bevölkerung tungusischer Herkunft Chinesisch und andere Sprachen (Mongolisch, Russisch). Die Gesamtzahl der Menschen, die sich selbst als Angehörige tungusischer Völker identifizieren, liegt bei etwa elf Millionen, von denen jedoch mehr als zehn Millionen Mandschu sind, die fast alle Chinesisch und nicht Mandschurisch sprechen. Bis auf über 40.000 in Russland (Sibirien) und weniger als 2000 in der Mongolei leben die meisten von ihnen in der Volksrepublik China.

## Moderne Völker und Ethnien
Die Zugehörigkeit zu einem Volk folgt in Russland, der Mongolei und China heute oft politisch-administrativen Definitionen, die aus dem 20. Jahrhundert stammen. Die Identität, sprachliche Verwandtschaft und das Siedlungsgebiet der einzelnen Gruppen (etwa auf russischer oder chinesischer Seite) spielte für die Abgrenzung dabei eine wichtige Rolle.
Folgende tungusische „kleine Völker (Völkerschaften) des Nordens“ sind in Russland registriert:
- Ewenken (in älterer deutschsprachiger Literatur manchmal: Tungusen)
- Ewenen (in älterer deutschsprachiger Literatur manchmal: Lamuten)
- Nanaier (in älterer deutschsprachiger Literatur manchmal: Golden/Goldi, Fischhaut-Tataren)
- Negidalen
- Oroken
- Orotschen
- Udehe (auch: Udeghe)
- Ultschen (auch: Ultschi)

In China gibt es folgende Nationalitäten:
- Ewenken
- Mandschu (auch: Manju)
- Hezhen (entspricht den Nanaiern in Russland)
- Oroqen
- Xibe (auch: Sibe, Sibo)

Auch in der Mongolei lebt eine ewenkische Bevölkerungsgruppe. Daneben lässt sich die Herkunft einiger ethnischer Gruppen der heutigen Mongolen (Tsaatan) auf tungusischsprachige Rentier-Nomaden zurückführen.

## Historisch bedeutsame Völker und politische Konföderationen
Die in der eurasischen und chinesischen Geschichte bedeutenden Völker waren in der Regel polyethnisch und vielsprachig. 
Eine tungusisch geprägte Konföderation waren die Jurchen (Dschurdschen). Sie herrschten von 1114 bis 1234 mit der Jin-Dynastie über weite Teile Nordchinas. Ihre Sprache war Schrift- und Amtssprache.
Tungusische Reitervölker, teilweise auch Tataren genannt und nicht mit den Tataren Russlands und dem gleichnamigen mongolischen Stamm identisch, blieben das ganze Mittelalter hindurch ein politischer Faktor in der Mandschurei.
In der frühen Neuzeit stiegen die Mandschu (Manju) auf, die mit der Qing-Dynastie von 1644 bis 1911 über ganz China herrschten.

## Verwandtschaftliche Beziehungen
Nach einer verbreiteten, jedoch weitgehend veralteten sprachwissenschaftlichen Hypothese (Altaische Sprachen) sind die tungusischen Völker sprachlich sowohl mit den Turkvölkern Zentralasiens als auch mit Ostasiaten und mongolischen sowie sibirischen Völkern verwandt. Dazu kommen eine genetische Verwandtschaft sowie kulturelle Übereinstimmungen.
Es wird angenommen, dass Awaren des awarischen Khaganates in Mittel-, Ost- und Südost-Europa tungusischer Herkunft waren und durch die germanische und slawische Mehrheitsbevölkerung langsam assimiliert wurden.